# Podevčevo
Podevčevo es una localidad de Croacia en la ciudad de Novi Marof, condado de Varaždin.

## Geografía
Se encuentra a una altitud de 214 m s. n. m. a 72 km de la capital nacional, Zagreb.

## Demografía
En el censo 2011, el total de población de la localidad fue de 734 habitantes.
| Gráfica de población de Podevčevo 1857-2011                         |
|                                                                     |
| Según los censos de población de la oficina estadística de Croacia. |